# Bullimus bagobus
Bullimus bagobus es una especie de roedor de la familia Muridae.

## Distribución geográfica
Se encuentra sólo en Filipinas. 